# Keith William Morton
Keith William „Bill“ Morton (Ipswich, 28 de maio de 1930) é um matemático britânico.
Trabalha com equações diferenciais parciais e suas soluções numéricas.

## Obras
- com David Francis Mayers: Numerical solution of partial differential equations, Cambridge University Press, 2ª Edição, 2005.
- Numerical solution of convection-diffusion problems, 1996
- com Robert Richtmyer: Difference methods for initial value problems, Interscience 1967, 2ª Edição, 1994
- Editor com M. J. Baines: Numerical methods for Fluid Dynamics, 5 Volumes, 1982 a 1995 (primeiro volume Academic Press, e os próximos Oxford University Press)